# La Chute finale
La Chute finale (sous-titré Essai sur la décomposition de la sphère soviétique) est un ouvrage d'Emmanuel Todd publié en 1976 aux éditions Robert Laffont. L'auteur, alors âgé de 25 ans, y décrit la décomposition du système communiste et la chute inéluctable qui attend l'Union soviétique,. Ce livre constitue un rare exemple de prospective validée par les faits et a donné rétrospectivement à son auteur une grande autorité dans l'analyse des faits sociaux, économiques et géopolitiques.

## Présentation
Dans cet ouvrage, Emmanuel Todd rend compte de la complète fausseté des statistiques officielles soviétiques et aborde le sujet par des méthodes détournées tel un archéologue. Par exemple, plutôt que de prendre les chiffres bruts (forcément surestimés ou sous-estimés selon les nécessités de la propagande), il regarde plutôt les tendances que ces statistiques ne peuvent totalement dissimuler. En outre certains indicateurs comme les taux de suicides, même corrigés à la baisse, sont tellement énormes qu’ils suggèrent une profonde souffrance psychologique de la population. En particulier, il constate la hausse de la mortalité infantile en URSS, fait unique pour un pays industrialisé et développé, d'où il déduit que toute sa structure technique et industrielle est en train de régresser vers une décrépitude irréversible (fait révélateur, l'Union soviétique avait d'ailleurs cessé de publier les chiffres depuis 1974). Emmanuel Todd se penche aussi sur la littérature populaire comme la science-fiction, peu censurée, mais riche d’enseignements sur l’état d’esprit de la société.
En se basant sur des bizarreries comme la livraison en provenance de l’Est d’une cargaison de chaussures pour le pied droit, Todd en conclut à une complète désorganisation de l’appareil de production planifié. Que penser d’une industrie incapable de mener à bien une opération aussi simple que de fournir des chaussures en état ?
Il prédit ainsi, avec une grande justesse, l’écroulement du bloc de l’Est sous la pression des classes éduquées, à forte conscience politique, de la partie européenne de l'empire soviétique, rejoignant en cela Andreï Amalrik qui dès 1970, dans son essai L'Union soviétique survivra-t-elle en 1984 ?, estimait que les amorces de libéralisation du système communiste constituaient moins un signe de régénération que l'annonce de son prochain effondrement.
C’est Hélène Carrère d'Encausse qui tirera la plus grande notoriété de cette prédiction avec un autre ouvrage sur le même thème, L'Empire éclaté, mais avec un raisonnement différent : en effet, elle expliquait l'implosion imminente de l’URSS par la séparation des populations musulmanes d'Asie centrale.

## Critiques et autocritiques
Sur le plateau télévisé d'Apostrophes le 4 mai 1990 à l'occasion de la réimpression du livre d'Emmanuel Todd, Georges Marchais admet qu'il serait de mauvaise foi de sa part d'affirmer que ce livre correspondait à ce qu'il pensait ou savait de l'URSS en 1976. Mais il formule une objection : l'auteur de l'ouvrage n'avait pas prévu la Pérestroïka. En fait on remarque qu'à la différence de l'ouvrage d'Andrei Amalrik, l'URSS survivra-t-elle jusqu'en 1984 ? , La Chute finale ne communique pas la date prémonitoire de la chute. Chez le dissident soviétique, elle s'était avérée inexacte et relevait pour une large part de la symbolique : l'éloge du roman antisoviétique de George Orwell,1984, écrit en 1949. Le vrai 1984 soviétique sera l'année qui, sous Andropov et Tchernenko, précédait l'émergence de cette Perestroika.
En janvier 2024, dans son livre La Défaite de l'Occident, Emmanuel Todd se rétracte : ce ne fut pas la hausse de la mortalité infantile qui causa la chute de l'URSS. Car d'après des « démographes spécialistes de l'URSS celle-ci ne fut que temporaire ». Emmanuel Todd l'explique principalement par « l'émergence d'une classe moyenne supérieure éduquée ». D'autant qu'en 1978 Hélène Carrère d'Encausse écrivait qu'entre 1940 et 1971 compris la mortalité infantile avait subi une chute spectaculaire, en raison des efforts impressionnants des autorités soviétiques pour l'éradiquer :

« Dans l'immédiat après-guerre, on constate que les efforts du régime soviétique, dirigés vers la protection de l'enfance, ont été payants. Ce progrès va se poursuivre continûment jusqu'au début des années 70 où la mortalité infantile se stabilise à un taux très bas »

Les chiffres communiqués par l'historienne étaient de 182 pour mille en 1940, 81 pour mille en 1950, 35 pour mille en 1960, 26 pour mille en 1966, 1967, 1968 et 1969, 25 pour mille en 1970, 23 pour mille en 1971. C'est alors que la mortalité commence de manière inhabituelle à augmenter : 24 pour mille en 1972 et 26 pour mille en 1973. Emmanuel Todd se gardait bien de reproduire le tableau statistique. Il ne cadrait pas avec son idée répétée inlassablement d'une stagnation du niveau de vie en URSS depuis la seconde guerre mondiale et d'un sous-développement de la population du pays digne de celles du tiers-monde. Par ailleurs le directeur de la collection où avait publié Emmanuel Todd, Jean-François Revel, acquis comme lui à l'idée d'une hausse soviétique de la mortalité infantile, n'était pas en avril 1983 convaincu d'une chute prochaine de l'URSS. Il craignait plutôt une défaite intellectuelle de l'Occident démocratique et capitaliste face au totalitarisme communiste de par le droit inconditionnel des opinions publiques occidentales à l'autocritique, inexistant en URSS.